# Berenice A. Carroll
Pour les articles homonymes, voir Carroll.
Berenice Anita Carroll, née Jacobs le 14 décembre 1932 et morte le 10 mai 2018, est une politologue et militante américaine spécialisée dans les études sur la paix et les conflits, la théorie féministe et les études féminines.
Berenice Carroll dirige la création du programme d'études féminines de l'université de l'Illinois à Urbana-Champaign et est directrice du programme d'études féminines de l'université Purdue. Elle est à l'origine de la création du Coordinating Committee on Women in the Historical Profession en 1969.

## Enfance et éducation
Berenice Carroll naît le 14 décembre 1932 à New York, de Margaret et Morris Jacobs. Carroll fait du bénévolat et vit dans un kibboutz au début des années 1950. Elle fréquente le Queens College de 1949 à 1953, et obtient en septembre 1953 une licence en histoire, magna cum laude. Elle est élue Phi Beta Kappa et obtient une bourse de l'Université de l'État de New York.
À l'université Brown, Berenice Carroll effectue un assistanat de lecteur de 1953 à 1954 et un assistanat d'enseignant de 1954 à 1955. Elle étudie l'histoire de l'Europe moderne, l'histoire des sciences, la Renaissance et la Réforme, l'histoire constitutionnelle médiévale anglaise, l'histoire économique européenne et l'histoire politique américaine depuis 1783. Berenice Carroll reçoit une bourse Fulbright et étudie à l'université de Francfort-sur-le-Main de 1956 à 1957 et à l'université de Göttingen en 1957. En 1957, elle reçoit une autre bourse Miss Abbott's School Alumnae pour effectuer des recherches dans les archives allemandes à Alexandria, en Virginie. Par conséquent, de décembre 1957 à juillet 1959, Berenice Carroll rejoint le personnel du projet de microfilmage du comité de l'American Historical Association pour l'étude des documents de guerre à Alexandria.
Berenice Carroll obtient un doctorat de l'Université Brown en 1960. Sa thèse de juin 1960 était intitulée Design for Total War : The Contest for 'Wehrwirtschaft' under the Third Reich. Donald G. Rohr était son conseiller doctoral.

## Carrière
Berenice Carroll est le président de la division des études générales de l'université de l'Illinois à Urbana-Champaign (UIUC) de 1966 à 1969.
Le Coordinating Committee on Women in the Historical Profession est fondé en 1969 après que Berenice Carroll ait fait circuler une lettre invitant les femmes qui allaient assister à la réunion annuelle de l'American Historical Association à Washington, DC, en décembre, à se réunir et à discuter de la création de leur propre organisation affiliée. De 1969 à 1970, Carroll et Gerda Lerner en ont été les co-présidentes,,. Carroll en est la présidente en 1971,.
Berenice Carroll travaille comme directrice du département des études sur le genre et les femmes de l'UIUC de 1983 à 1987 et dirige la création du programme d'études sur les femmes. La mineure en études féminines a également été approuvée pendant son mandat.
Berenice Carroll devient directrice du programme d'études féminines de l'université Purdue en 1990. Elle reçoit le prix Violet Haas « pour avoir développé un programme éducatif qui a promu l'avancement des femmes et de leurs droits » alors qu'elle est à l'université Purdue.

## Campagne en faveur de l'amendement sur l'égalité des droits
Berenice Carroll est une partisane déclarée de l'amendement sur l'égalité des droits (ERA). En 1981, Berenice Carroll cofonde un groupe appelé Grassroots Group of Second Class Citizens aux côtés de l'activiste Mary Lee Sargent. Georgia Fuller, une activiste de la National Organization for Women en Virginie, participe à cette campagne, tout comme Sonia Johnson, une partisane notable de l'ERA. Ces femmes planifient une série d'actions non violentes pour sensibiliser à l'amendement qui n'a pas réussi à être ratifié par les 38 États nécessaires en 1982.

## Vie personnelle
Berenice Carroll était mariée à Robert Berenice Carroll. Ils ont eu deux fils. Elle a ensuite épousé le psychologue social Clint Fink.
Berenice Carroll décède le 10 mai 2018 à Lafayette, dans l'Indiana.

## Œuvres choisies
- (en) Berenice Anita Berenice Carroll, Design for Total War: Arms and Economics in the Third Reich, De Gruyter Mouton, 1968 (ISBN 978-3-11-100225-5)
- (en) Liberating Women's History: Theoretical and Critical Essays, University of Illinois Press, 1976 (ISBN 978-0-252-00441-4)
- (en) In a Great Company of Women: Nonviolent Direct Action (Special issue. Published as volume 12, number 1, 1989 of Women's Studies International Forum), New York, Pergamon Press, 1989 (OCLC 19899314)
- (en) Women's Political & Social Thought: An Anthology, Indiana University Press, 2000 (ISBN 978-0-253-33758-0)

- Mari Jo Buhle, « Remembering Gerda Lerner, a Pioneer in Women's History » [archive du 1er janvier 2022], sur Organization of American Historians, Bloomington, Indiana, OAH Outlook, 4 janvier 2013 (consulté le 16 avril 2022)
- Mary O. Murphy et Camille Torres, « Records of the Coordinating Committee on Women in the Historical Profession, 1966–2009 » [archive du 16 avril 2022], sur Schlesinger Library, Radcliffe Institute, Cambridge, Massachusetts, Harvard University, juillet 2011 (consulté le 16 avril 2022)
- Hilda Smith, Nupur Chaudhuri, Gerda Lerner et Berenice Berenice Carroll, A History of the Coordinating Committee on Women in the Historical Profession—Conference Group on Women's History, Oak Park, Illinois, CCWHP-CGWH, 1994 (OCLC 32887046, lire en ligne [archive du 21 janvier 2022]), « Appendix C », p. 87
- « Berenice Carroll, Berenice A. » [archive du 16 janvier 2021], sur Purdue University Libraries, West Lafayette, Indiana, Purdue University, 2018 (consulté le 16 avril 2022)